# Дьорд Петри
Дьорд Петри (на унгарски: Petri György) е унгарски поет.

## Биография

### Детство и ранни години
Роден е през 1943 г. в мултиетническо еврейско семейство в Будапеща. След смъртта на баща си е отгледан от майка си, бабите, дядовците и лелите си. Според собствените му спомени, се ориентирал към поезията, когато бил 11 или 12-годишен. В началото на '60-те години публикува в значими периодични издания. Тъй като се съмнява в стила си, не допуска преиздаването на тези публикации и скоро пожелава да следва друга кариера. През следващите години работи в психиатрична клиника, с намерението по-късно да следва психиатрия. След като се отказва от тези си планове, демонстрира интерес към икономиката и правото, но по-късно решава да стане философ. Неофициално посещава занятия в Будапещенския университет. През 1966 най-накрая е приет да учи философия и литература, но така и не се дипломира. Сред преподавателите му били Дьорд Маркуш и Дьорд Лукач.

### Живот при Народната република
Повлиян от Лукач, се определял като австромарксист, което силно противоречало на тогавашната официална доктрина.
След 1975 произведенията му са забранени като политически неприемливи. До 1988 са публикувани единствено в самиздат. През този период се издържа като преводач на поезия и драма на свободна практика. Сред най-значимите му преводи са тези на Молиер. Първото официално издание на негови стихове е отпечатано през 1991.

### Политическа дейност
В периода 1981 – 1985 е сред редакторите на незаконния вестник на Демократичната опозиция и е въвлечен в дейността ѝ, насочена срещу режима. Членува в незаконна неправителствена организация (фонд за помощ за бедните, който, защитавайки твърдението, че бедността съществува, привлякъл вниманието на правителството), от която през 1988 се формира либерална партия. Макар при изборите от 1994 да е включен в депутатските листи, през същата година Петри изказва отвращението си от сътрудничеството на партията със социалистите, напуска редиците ѝ и никога не излиза отново на политическата сцена.

### Живот при Третата република
До смъртта си е член на редколегията на Холми, литературно периодично издание, основано през 1989. След като през 1996 получава наградата на името на Лайош Кошут заедно с Петер Естерхази, още веднъж става обект на политическа критика заради явното си неуважение към християнството.
Още от младежките си години, Петри страда от сериозна никотинова зависимост и алкохолизъм. През 1998 е диагностициран с рак в нелечима фаза, в резултат на който две години по-късно умира.
След смъртта му, произведенията на Петри са преиздадени в четири тома под редакцията на един от най-близките му приятели – Варади Саболч.

## Дьорд Петри в превод на български език
- Ивицата, от слънцето огряна, избрани стихове, прев. Мартин Христов, 2014